# پرنده آتشین (فیلم ۱۹۳۴)
پرنده آتشین (انگلیسی: The Firebird) یک فیلم به کارگردانی ویلیام دیترله است که در سال ۱۹۳۴ منتشر شد.